# Nachtbeleuchtung (Curt Goetz)
Nachtbeleuchtung ist eine Sammlung von fünf komödiantischen Einaktern von Curt Goetz. Der erste Einakter der Sammlung war namensgebend für die gesamte Sammlung.
1. Uraufführung: am 9. Dezember 1918 in Berlin am Deutschen Künstlertheater (Urfassung, 3 Grotesken)
2. Uraufführung: am 14. Februar 1919 in Berlin am Deutschen Künstlertheater (Neufassung, 5 Grotesken)

Spieldauer: ca. 2 Stunden

## Nachtbeleuchtung
Ort und Zeit der Handlung: das nächtliche Treppenhaus vor der Wohnung des Schauspielers Elfzenthal, irgendwann nach 1900

### Personen
- Der Theaterdirektor
- Der Dichter
- Der Schauspieler
- Der Fremde

### Handlung
Ein Streitgespräch zwischen dem Schauspieler Elfzenthal, seinem Theaterdirektor und dem Dichter des Theaters findet im nächtlichen Treppenhaus statt, denn Elfzenthal hat leider den Strom nicht bezahlen können. Deswegen geht in der Wohnung das Licht nicht. Also werden Stühle und ein Tisch auf den Treppenabsatz gestellt, denn im Treppenhaus gibt es eine Nachtbeleuchtung. So verlischt während dieses Einakters alle paar Minuten das Licht.
Uneinigkeit herrscht über eine Szene des neuen Stücks des Theaterdichters: kann eine Person, die sich eben gerade eine Kugel in den Kopf geschossen hat, noch einen schönen, langen Monolog von sich geben? Genau dies hat der Dichter geschrieben, genau dies fordert der Theaterdirektor – und genau dies verweigert Elfzenthal, der diese Rolle spielen soll. Wer letzte Worte an die Welt richten wolle, so seine Begründung, mache dies sinnvollerweise, bevor er den Abzug betätigt. Zudem kenne er ein Gegenbeispiel: einen ehemaligen Kollegen, der sich in seiner Gegenwart erschossen habe und danach keinerlei Möglichkeiten für einen Monolog gehabt hätte.
Dem Direktor fehlen die Argumente. „Dann“, so konstatiert er rechthaberisch, „ist er eben falsch gestorben!“
Was kann man gegen einen solchen Satz noch sagen? Der Schauspieler verschwindet verärgert in seiner Wohnung. So sind der Direktor und der Dichter zu zweit im Flur, als die Beleuchtung erlischt. Und zu dritt, als sie wieder angeht: ein fremder junger Mann sitzt harmlos lächelnd am Tisch. Schon nach wenigen Sätzen sind sich die beiden Verbliebenen im Klaren darüber, dass vor ihnen eben jener Selbstmörder sitzt. Er möchte beim Direktor, so meint er sarkastisch, Unterricht nehmen, wie man richtig stirbt. Die Aussage, er sei „falsch gestorben“, sei nicht schön gewesen; nicht einmal die Zeitung hätte seinen Abgang verrissen.
Das Licht geht aus, Elfzenthal kommt zurück – er hat sich in sein Schicksal ergeben. Er will den Monolog doch sprechen. Übergangslos stellt ihn der Direktor vor eine neue Entscheidung: „Was ich von Anfang an gesagt habe: der Monolog bleibt weg!“

## Lohengrin
Ort und Zeit der Handlung: ein Kontorraum irgendwo in Deutschland im Herbst 1914. 

### Personen
- Der eine Kompagnon (Robert)
- Der andere Kompagnon (Jacob)
- Der Sanitätsrat (Biedermann)
- Der Diener

### Handlung
Gedrückte Stimmung herrscht im Privatkontor der beiden Kaufleute Jacob und Robert: Sie sind pleite. Ihre bis vor kurzem noch blühende Firma ist durch Fehlspekulationen und den Konkurs eines Geschäftspartners ruiniert. All das ist niemandem bekannt, denn durch den Kriegsausbruch ist der Hauptbuchhalter, der gerade im Ausland weilte, nicht in der Lage, zurückzukehren. Doch die riesige Geldsumme, die sich die Firma leihen müsste, um wieder auf die Beine zu kommen, würde die Bank und die Geschäftspartner Verdacht schöpfen lassen. Nur noch eine Woche können sie sich halten und ihren untadeligen Ruf genießen, wenn nicht ein Wunder geschieht.
Das Wunder naht in Gestalt des Herrn Biedermann. Es ist erstaunlich, was dieser Mann alles weiß: die Namen der Geliebten, die Siege des Rennpferdes und natürlich auch, dass keinerlei Geld im Tresor liegt. Denn Herr Biedermann ist nicht nur ein Gentleman, sondern auch ein Einbrecher. Er brachte die Lebensgewohnheiten der beiden Kaufleute in Erfahrung, um die Safekombination zu erraten – und studierte die Geschäftsbücher, als er kein Geld fand. Herr Biedermann ist somit genauestens informiert.
Wie kommt er nun an sein Geld? Denn er hatte Auslagen, und auch auf seinen Gewinn will er nicht verzichten. Also wird er sich als der neue Hauptbuchhalter einstellen lassen und in einer Woche mit dem Geld der Firma verschwinden. So zumindest wird es die Bank hören, die selbstverständlich der so wohl beleumdeten Firma in dieser Notlage beiseite stehen wird. Die Firma kann also weiter existieren, die Geschäftspartner der Firma werden durch keinen Konkurs ins Verderben gerissen, und nach einiger Zeit wird Herr Biedermann seine Provision abholen. Allen ist geholfen, niemand kommt zu Schaden. Herr Biedermann, der Einbrecher, wird zum strahlenden Helden: „Wenn Sie eine goldene Rüstung anhätten, würde ich glauben, Sie sind 'vom Gral zu uns hierher gesandt' und Ihr Schwan wartet draußen!“

## Tobby
Ort und Zeit der Handlung: Ein Frühstückszimmer auf einem englischen Herrensitz irgendwann nach 1900.

### Personen
- Harry – der Herr
- Fanny – die Frau
- Bobby – der Freund
- Tobby – der Knecht
- Mary – die Magd

### Handlung
Harry führt ein paradiesisches Leben: Ein reiches Gut nennt er sein Eigen, seine Dienstboten sind ihm treu ergeben, er hat eine wunderschöne, liebreizende Frau und einen guten Freund, der bei ihm einige Zeit zu Gast ist. Was könnte der Mensch mehr verlangen?
Harry verlangt nicht nach mehr. Aber Bobby, der Freund: Er macht Fanny, der schönen Frau Harrys, den Hof. Erfolgreich, wie Tobby der Knecht feststellt. Es fällt ihm schwer, aber die Treue zu seinem Herrn siegt: Er informiert seinen Herrn, was zu seiner sofortigen Kündigung führt. Und er soll sich von Bobby und Fanny noch verabschieden, bevor er geht.
Der geplante gemeinsame Ausritt von Harry, Fanny und Bobby wird durch einen Migräneanfall Fannys unterbunden. Bobby beschließt, sicherheitshalber zu Hause zu bleiben. Harry reitet allein. Eine gute Gelegenheit für Fanny und Bobby, die gegenseitigen Avancen ein wenig zu steigern – bis Tobby das Zimmer betritt und sich verabschiedet. Warum er gehen muss? Tobby sagt es weisungsgemäß.
Fanny ist entgeistert. Nun heißt es, Konsequenzen zu ziehen und mit Bobby zu fliehen. Bobby ist aber gar nicht so recht begeistert: Aus einem Abenteuer mit Liebesschwüren wird Ernst. Die gnädige Frau befiehlt, anspannen zu lassen. Es ist bereits angespannt. Harry hatte es befohlen, bevor er ausritt. Die beiden Ehebrecher fliehen, sie naiv-nervös, er widerspenstig. Als Harry zurückkommt, ist das Haus bereits leer.
Tobby verabschiedet sich von seinem Herrn. Er bekommt noch sein Zeugnis und die Aufforderung, sich am nächsten Morgen um die freigewordene Stelle zu bewerben. Mit Gehaltserhöhung. Und er möge seine Zeugnisse mitbringen.

## Minna Magdalena
Ort und Zeit der Handlung: die Wohnstube bei Professors. Deutschland, irgendwann kurz nach 1900.

### Personen
- Die Frau Professor
- Der Herr Professor
- Martin Sack
- Minna

### Handlung
Herr und Frau Professor sind fassungslos: sie hatten sich doch extra ein unschuldiges Dienstmädchen vom Lande besorgt. Frau Professor hatte ihr so eindringlich von den Gefahren der Stadt gesprochen, dass Minna völlig aufgeregt weinend am Küchentisch zusammenbrach und schwor, sich nie und nimmer... Bis Franz, der Bursche des Nachbarn ihr „komisch kam“. Und nun wird Minna ständig ohnmächtig. Frau Professor hatte Minna deswegen zum Doktor gesandt, und der will Frau Professor das Ergebnis der Untersuchung schriftlich geben.
Der Fall ist klar, Minnas Vater muss informiert werden. Der reist aus seinem Dorf an, voll Wut auf seine missratene Tochter. Die verschüchterte Minna muss nicht nur Herrn und Frau Professor Rede und Antwort stehen, sondern auch ihrem jähzornigen Vater, dessen Wutausbrüche der Herr Professor erfolglos zu mildern versucht. Denn das schmähliche Verhalten seines Kindes färbt doch auch auf die anständige Professorenfamilie ab! Und das dumme, völlig eingeschüchterte Mädchen gibt nur zu, dass der Franz ihr einen Kuss gegeben hätte. Das kann doch nicht alles gewesen sein! Davon bekommt man doch kein Kind?
Minna ist verwirrt. Sie bekommt ein Kind? Davon wusste sie noch gar nichts! Als sie sagte, der Franz wäre ihr „komisch gekommen“, hatte sie gemeint, dass der Franz ihr einen Kuss geraubt hätte, als sie in seiner Gegenwart in Ohnmacht gefallen war.
Eine „unbefleckte Empfängnis“ ist aber eher unwahrscheinlich. Doch woher stammen dann Minnas ständige Ohnmachten? Was bedeutet die Ankündigung, dass der Doktor das Ergebnis seiner Untersuchung schriftlich geben würde? Wo ist eigentlich dieser Brief?
In der Hand des Professors, der schon die ganze Zeit damit herumwedelt. Minna ist, so die Diagnose des Doktors, hochgradig nervös und fällt darum ständig in Ohnmacht. Alle Aufregung sollte von ihr ferngehalten werden.

## Der fliegende Geheimrat
Ort und Zeit der Handlung: ein komfortables Behandlungszimmer beim Laryngologen. Deutschland um 1900.

### Personen
- Der Herr Geheimrat
- Die Frau Geheimrat
- Ein schüchterner junger Mann
- Herr Mors

### Handlung
Der Herr Geheimrat ist Mediziner. Und ein verdammt schlechter dazu. Es ist erstaunlich, wie viele seiner Patienten sterben. Allerdings haben wir Gelegenheit, ihm bei seiner Arbeit, dem Erstellen von Fehldiagnosen, zuzusehen und sind sehr viel weniger überrascht.
Doch eines Tages kommt ein Herr in die Praxis, der über einen Rachenkatarrh klagt; einem seit Jahrhunderten bestehenden. Denn dieser Patient ist der Tod, und er will den Herrn Geheimrat, einen seiner besten Mitarbeiter, mitnehmen: seine Zeit ist um. Schade eigentlich, findet der Tod. So ist er sehr gerne bereit, auf einen Handel einzugehen, den der verschreckte Herr Geheimrat vorschlägt: er bleibt am Leben, solange er seine Praxis nicht schließt.
Und das wird er, wie er seiner Frau erzählt, ganz bestimmt nie machen.

## Entstehung
Die fünf Grotesken dieser Sammlung entstanden 1918 und 1919, während Curt Goetz als Schauspieler am Lessingtheater in Berlin engagiert war. Er wollte gerne eigene Stücke spielen. Zu einer Aufführung erklärte sich Direktor Victor Barnowsky allerdings erst bereit, nachdem Goetz ein Engagement ans Königliche Schauspielhaus unterschrieb. Barnowsky hatte Goetz, wie der im zweiten Band seiner Memoiren erzählt, die Genehmigung zur Unterschrift gegeben, weil er an einen Trick glaubte: kurz zuvor hatte Goetz eine deutliche Gagenerhöhung durchgesetzt, weil Barnowsky irrtümlich glaubte, Max Reinhardt würde sich für Goetz interessieren.
Das Ende des Kaiserreiches in Deutschland 1918 und die Umbenennung des „Königlichen“ in das „Staatliche Schauspielhaus“ mit gleichzeitigem Intendantenwechsel half, den Vertrag zu lösen, nachdem Barnowsky die Aufführung der Einakter zugesagt hatte. Allerdings ließ er demonstrativ zugleich ein weiteres Stück einstudieren, um deutlich zu machen, dass er an einen Misserfolg der Stücke glaubte.
Der Misserfolg blieb aus: schon in der ersten Spielzeit wurde es 150 mal aufgeführt.
Der Einakter Minna Magdalena, der in dieser Sammlung zu finden ist, wurde so erfolgreich, dass Goetz ihn zeitweise als Ersatz für den zunächst wenig erfolgreichen Einakter Der Hahn im Korb in seiner folgenden Sammlung von Einaktern Menagerie von 1919 nutzte. Minna Magdalena diente, zusammen mit dem Einakter Die tote Tante aus seiner gleichnamigen Sammlung von Einaktern von 1924, ebenfalls als Grundlage für die höchst erfolgreiche Komödie Das Haus in Montevideo.
Der bereits angesprochene Direktor Barnowsky diente übrigens als Vorbild für die Figur des Theaterdirektors im Einakter Nachtbeleuchtung. Laut der Memoiren Curt Goetz’ hat er sich allerdings nicht erkannt.
Nachtbeleuchtung war das erste Bühnenwerk des Autors, das auf die Bühne gebracht wurde. Seine bereits 1911 geschriebene Komödie Der Lampenschirm wurde erst 1925 inszeniert.
Nachtbeleuchtung wurde erstmals 1921 verlegt. Goetz hat sie seinem Freund und ersten Förderer Peter E. Erichson gewidmet.